# Provincia di Luang Prabang
La provincia di Luang Prabang (in lao ແຂວງຫລວງພະບາງ, Khwèeng Lùang Pràbàang) è una provincia del Laos settentrionale. Nel 2015, contava su una popolazione di 431.889 abitanti distribuiti su una superficie di 16.875 km², per una densità di 26 ab./km².
Prende il nome dal suo capoluogo, l'omonima Luang Prabang, che a sua volta prende il nome dalla sacra statua del Buddha detta Phra Bang, palladio della casa reale laotiana conservato nel museo nazionale ricavato nell'ex palazzo reale.
La città in precedenza si chiamava Mueang Sua e fu la capitale di Lan Xang, il primo grande regno del paese, che nel XIV secolo unificò per la prima volta i principati (in lao: ເມືອງ, traslitterato mueang) laotiani della valle del Mekong.

## Geografia fisica

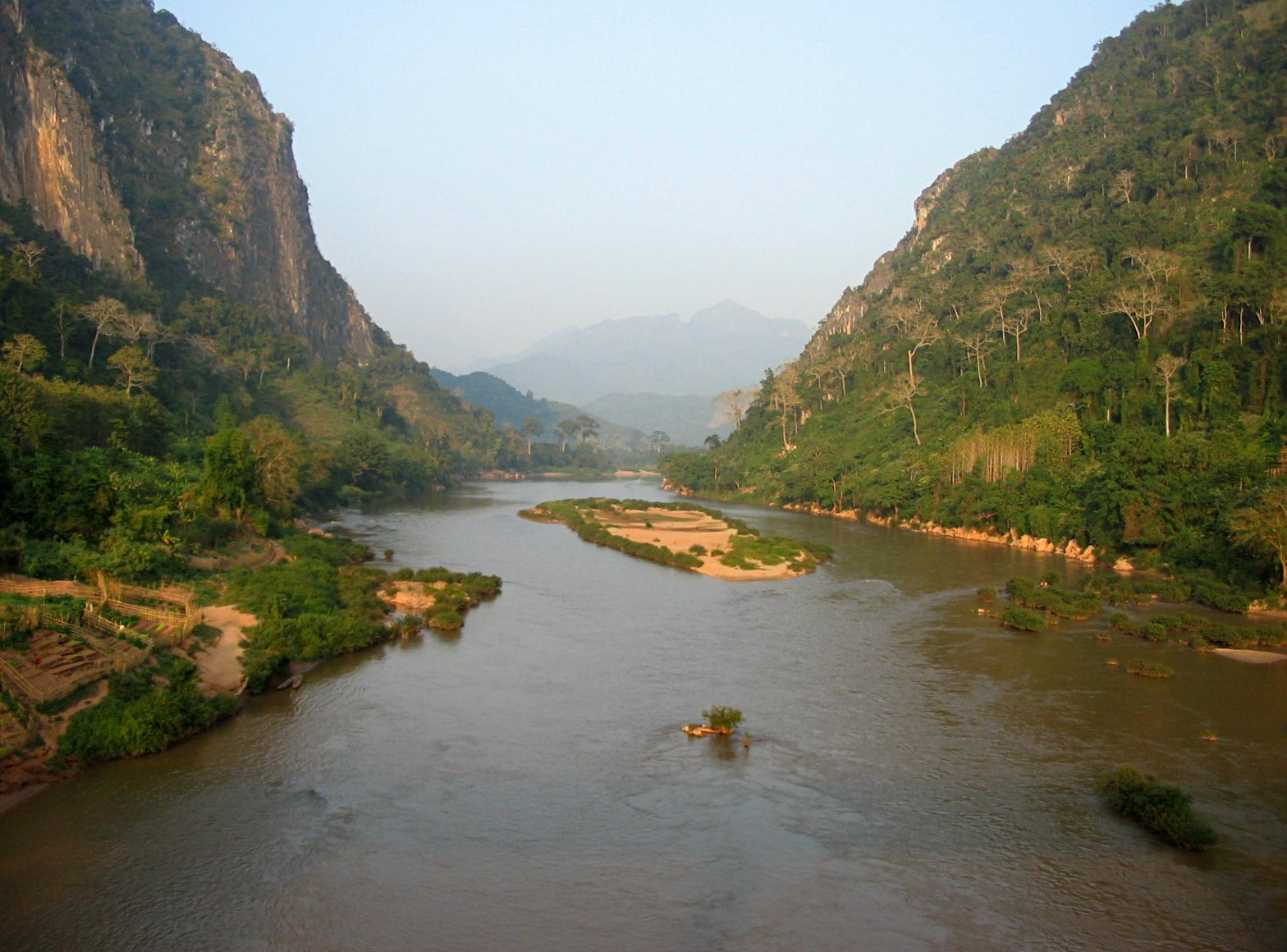
Il fiume Ou

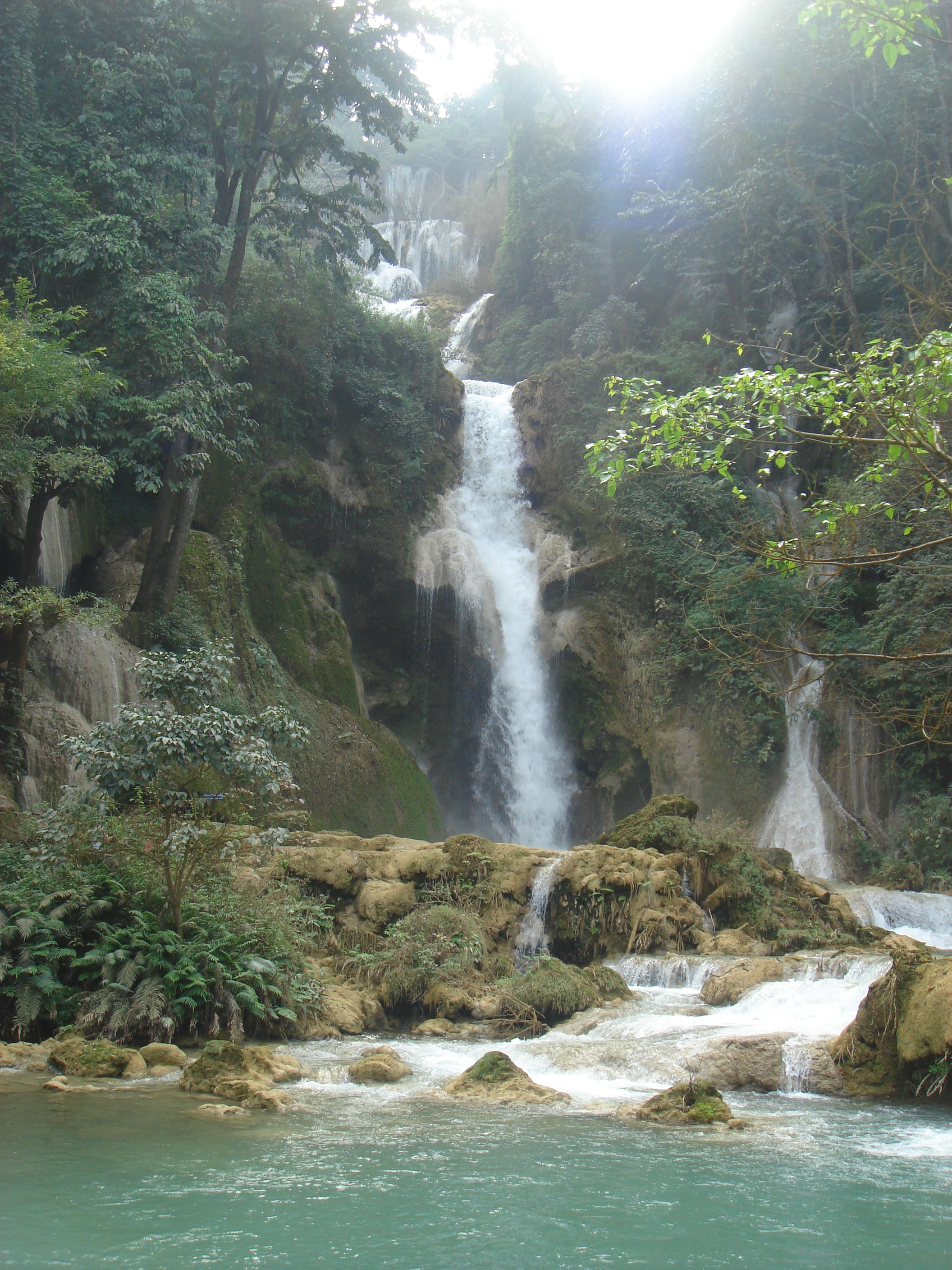
Le cascate Kuang Si

La provincia di Luang Prabang confina con le province laotiane di Phongsali a nord ovest, Oudomxay ad ovest, Xaignabouli a sud-ovest, Vientiane a sud, Xiangkhoang a sud-est e Houaphan ad est. Confina inoltre a nord-est con il Vietnam.
Il territorio è prevalentemente montuoso. Ad est il Mekong fa per un tratto da confine con la provincia di Oudomxay poi entra in quella di Luang Prabang e compie una stretta curva di 180 gradi prendendo la direzione sud-ovest. All'interno di tale curva ha origine la catena dei monti di Luang Prabang, che verso sud fa da confine tra Laos e Thailandia. Dal punto in cui piega verso sud, il Mekong fa da confine con la provincia di Xaignabouli.
La valle del Mekong forma sul lato orientale una pianura quasi sempre stretta, delimitata dai primi contrafforti della catena Annamita che gradatamente salgono verso le vette più alte, situate sul confine provinciale con il Vietnam e all'interno delle province di Houaphan e Xiangkhoang.
Il Mekong è navigabile da Luang Prabang verso monte tutto l'anno con imbarcazioni medio piccole, a causa della presenza di massi affioranti, mentre la navigazione verso valle è possibile solo nella stagione delle piogge a causa dei fondali bassi. Alcuni chilometri a nord del capoluogo, il Mekong riceve da nord le acque del fiume U, il più lungo tra quelli che scorrono interamente nel paese, che attraversa tutta la parte settentrionale della provincia. Scorre formando continue anse tra le montagne calcaree circostanti ed è in gran parte navigabile, nasce nella provincia di Phongsali e dopo essere entrato in quella di Luang Prabang bagna l'importante porto commerciale di Nong Khiaw.
Alla confluenza tra i due fiumi, chiamata Pak U, si trovano delle grandi grotte naturali divenute uno dei principali luoghi di pellegrinaggio religioso, dal XVI secolo al loro interno si trovano oltre 5.000 statue di Buddha. Sia il Mekong che l'U offrono suggestivi panorami e sono diventati negli anni novanta mete del turismo internazionale. Altra attrazione turistica della provincia sono le imponenti cascate Kuang Si, situate 25 km a sud del capoluogo.

## Geografia antropica

### Suddivisioni amministrative
La provincia di Luang Prabang è suddivisa nei seguenti 11 distretti (in lao: ເມືອງ, trasl.: mueang):
| Codice | Nome del distretto   | Nome lao     |
| ------ | -------------------- | ------------ |
| 06-01  | mueang Luang Prabang | ເມືອງຫຼວງພະບາງ |
| 06-02  | mueang Xiengngeun    | ເມືອງຊຽງເງິນ   |
| 06-03  | mueang Nane          | ເມືອງນານ      |
| 06-04  | mueang Pak Ou        | ເມືອງປາກອູ     |
| 06-05  | mueang Nam Bak       | ເມືອງນ້ຳບາກ    |
| 06-06  | mueang Ngoy          | ເມືອງງອຍ      |
| 06-07  | mueang Pak Seng      | ເມືອງປາກແຊງ   |
| 06-08  | mueang Phonxay       | ເມືອງໂພນໄຊ    |
| 06-09  | mueang Chomphet      | ເມືອງຈອມເພັດ   |
| 06-10  | mueang Viengkham     | ເມືອງວຽງຄຳ    |
| 06-11  | mueang Phoukhoune    | ເມືອງພູຄູນ      |